# Perfect World (companyia)
Perfect World (simplificat:完美时空, NASDAQ: PWRD
) és una companyia xinesa de desenvolupament de videojocs especialitzada MMORPGs. Beijing Perfect World Co. va ser fundada en el 2004 per Chi Yufeng, el president de la Human Software Corporation. La companyia té com a objectiu desenvolupar jocs pel mercat amb característiques xineses. L'oferta pública inicial de la companyia al Nasdaq va ser completada el juliol del 2007.

## Videjocs desenvolupats
- Perfect World - 3D MMORPG gener del 2006
- Legend of Martial Arts - 3D MMORPG setembre del 2006
- Perfect World II - 3D MMORPG novembre del 2006
- Zhu Xian - 3D MMORPG maig del 2007
- Chi Bi - 3D MMORPG gener del 2008
- Hot Dance Party - 3D MMORPG març del 2008
- Pocketpet Journey West - 3D MMORPG octubre del 2008
- Battle of the Immortals - 2.5D MMORPG abril del 2009
- Fantasy Zhu Xian - 2D MMORPG octubre del 2009
- Dragon Excalibur - 2D MMORPG octubre del 2010
- Forsaken World - 3D MMORPG - octubre del 2010
- Empire of the Immortals - 2.5D MMORPG - Q4 2010
- Swordman Online - 3D MMORPG - A ser anunciat